# Février 1804

## Événements
- 22 février 1804: Décret ordonné par Dessalines au sujet de l'assassinat des français.
- Début du règne de Toro Kouamena, dit Osei Bonsu, asantehene des Ashanti (fin en 1824)[1].

- 13 février : premier essai, en Angleterre, d'une locomotive à vapeur, construite par l'ingénieur cornique Richard Trevithick, pouvant atteindre la vitesse, surprenante pour l'époque, de 8 km/h.
- 14 février : bataille de Poulo Aura, engagement naval mineur en mer de Chine méridionale[2].
- 15 février :
  - Le New Jersey devient le dernier État des États-Unis au nord de l'Ohio à abolir l'esclavage.
  - (2 février du calendrier julien) : assemblée d’Orašac. Début du premier soulèvement serbe contre le pouvoir ottoman mené par Georges Karageorges, encouragée par la Russie (fin en 1813)[3].
- 16 février : Guerre de Tripoli : la frégate Philadelphia, prise échoué le 31 octobre 1803, est détruite dans le port de Tripoli dans un raid mené par l'Intrepid, un ketch tripolitain capturé sous le commandement de Stephen Decatur[4].
- 18 février, États-Unis : fondation de l'Université de l'Ohio.
- 20 février :
  - Russie : mesure en faveur des serfs de Livonie, fixant leurs obligations et garantissant aux paysans la jouissance héréditaire de leur tenure[5].
  - établissement britannique à Hobart (Australie)[6].
- 22 février : décret de Dessalines ordonnant le massacre des Créoles en Haïti[7]. Des milliers de colons français et de Créoles se réfugient aux États-Unis, en particulier à Philadelphie.
- 25 février, France : création de l’administration des droits réunis.
- 29 février, France : découverte du complot de Cadoudal.

## Naissances
- 7 février : John Deere, fondateur de l'entreprise, John Deere († 17 mai 1886).
- 12 février : Jan Adam Kruseman, peintre néerlandais († 17 mars 1862)
- 16 février : Karl Theodor Ernst von Siebold (mort en 1885), anatomiste et zoologiste allemand.
- 19 février : Karel Rokitansky (mort en 1878), médecin pathologiste, homme politique et philosophe autrichien d'origine tchèque.

## Décès
- 6 février : Joseph Priestley (né en 1733), chimiste, théologien anglais.
- 12 février : Emmanuel Kant, philosophe allemand (°22 avril 1724).
- 24 février : Antoine-Louis Brongniart (né en 1742), chimiste français.
- 27 février : Auguste-Louis de Rossel de Cercy, aristocrate, officier de marine et peintre français (°22 juin 1736).